# Matthias Erzberger
Matthias Erzberger (Münsingen, 20 settembre 1875 – Bad Peterstal-Griesbach, 26 agosto 1921) è stato un politico, diplomatico e saggista tedesco, leader della sinistra del partito cattolico e firmatario per la Germania dell'armistizio di Compiègne.

## Biografia
Figlio di un artigiano, dopo aver insegnato in una scuola media, Erzberger si diede al giornalismo lavorando nel quotidiano centrista, Deutsches Volksblatt e pertanto nel partito cattolico centrista del Württemberg. Scrisse spesso per l'Historisch-politische Blätter für das katholische Deutschland. Nel 1903 fu eletto deputato al Reichstag per il Centro Cattolico e col passar del tempo venne riconosciuto come il leader della sinistra del partito. Un suo violento attacco al governo di Bernhard von Bülow sulle condizioni del Togoland, una colonia tedesca in Africa, provocò la rottura della coalizione governativa nel dicembre 1906.
Durante la prima guerra mondiale, sebbene in un primo tempo Erzberger fosse stato favorevole alla politica delle annessioni estese da parte della Germania, in seguito mise in atto numerose iniziative tese a ristabilire la pace con gli Alleati. Già nella primavera del 1915 era venuto a Roma in qualità di addetto di Bülow nella missione avente lo scopo di evitare l'intervento militare italiano, sollecitando l'Austria a fare concessioni territoriali. Successivamente si oppose alla cosiddetta "guerra sottomarina indiscriminata" (1917) e svolse un'azione attiva nella decisione del Reichstag del 19 luglio 1917 con la quale si proponeva una pace negoziata senza guadagni territoriali, rivelando, a sostegno di questa tesi, le ammissioni di un memorandum del ministro degli esteri austriaco Czernin sulle difficoltà dell'Austria a continuare la guerra. Queste iniziative contribuirono in parte alle dimissioni da cancelliere di Theobald von Bethmann-Hollweg, che peraltro Erzberger aveva voluto come sostituto di Bülow.
Come leader della maggioranza del nuovo Reichstag (composta da Centristi, Democratici Sociali e Partito Progressista del Popolo), puntò a una riforma costituzionale e democratica in Germania. In occasione dell'approvazione del trattato di Brest-Litovsk (1918), Erzberger fece inserire una risoluzione che prevedeva la possibilità dell'autodeterminazione da parte dei paesi dell'Europa orientale. Anche durante la guerra, nel suo libro Der Völkerbund (1918), sostenne l'idea di una Lega delle Nazioni. Erzberger capeggiò la deputazione tedesca alla Commissione d'armistizio di Compiègne che firmò l'11 novembre 1918.
Membro del primo governo repubblicano tedesco, guidato da Philipp Scheidemann, si batté con vigore per l'accettazione del trattato di Versailles. Dal giugno 1919 al marzo 1920 fu vice cancelliere e ministro delle finanze del governo Bauer di coalizione tra Centro Cattolico e Partito Socialdemocratico di Germania. Le sue riforme fiscali suscitarono l'opposizione sia dei proprietari terrieri che dei federalisti che le considerarono dei passi in avanti verso uno stato centralizzato.
Come firmatario dell'armistizio di Compiègne e protagonista del sistema repubblicano-democratico, Erzberger divenne vittima di una campagna calunniosa da parte dell'estrema destra nazionalista. Nel marzo 1920 vinse un processo per calunnia contro Karl Helfferich, che l'aveva accusato di concussione; tuttavia, avendo ricevuto solamente una condanna di principio, Erzberger si dimise dal ministero. Il Centro Cattolico non riuscì a fornirgli un adeguato appoggio durante questi attacchi, pertanto dopo le sue dimissioni da ministro rimase in disparte anche nel partito. Fu assassinato a colpi di pistola per mano di due ex ufficiali tedeschi appartenenti all'organizzazione terroristica di estrema destra "Organizzazione Consul" il 26 agosto 1921.

## Scritti
- Die Säkularisation in Württemberg, Stoccarda, 1902.
- Beiträge zur Parität in Württemberg, Stoccarda, 1902.
- Centrumspolitik im Reichstag, 5 Bände, Coblenza, 1904–1907.
- Der Toleranzantrag des Centrums, Osnabrück, 1905.
- Zollpolitik und Sozialdemokratie, Monaco di Baviera, 1905.
- Die Arbeitskammern vor dem Reichstage, Jena, 1905.
- Die Kolonial-Bilanz. Bilder aus der deutschen Kolonialpolitik auf Grund der Verhandlungen des Reichstags im Sessionsabschnitt 1905/06, Berlino, 1906.
- Die neuen Militärpensionsgesetze, Berlino, 1906.
- Warum ist der Reichstag aufgelöst worden? Ein offenes Wort an die Wählerschaft, Berlino, 1906.
- Bilder aus dem Reichstagswahlkampf 1907. Die Agitation der Zentrumsgegner beleuchtet nach deren Wahlschriften, Berlino, 1907.
- Der Humor im Reichstage. Eine systematisch geordnete Sammlung von Parlamentsscherzen, Berlino, 1910.
- Die Zentrumspolitik im Reichstage, Berlino, 1910.
- Erlebnisse im Weltkrieg. Stoccarda, 1920.